# Albrecht Kossel
Ludwig Karl Martin Leonhard Albrecht Kossel (Rostock, Alemanha, em 16 de setembro de 1853 – Heidelberg, 5 de julho de 1927) foi um bioquímico alemão engajado no estudo da genética.

## Biografia
Albrecht Kossel nasceu em Rostock, Alemanha, em 16 de setembro de 1853. Era filho mais velho do comerciante e cônsul da Prússia Albrecht Kossel e sua esposa Clara. Ele cursou o ensino médio em Rostock e no outono de 1872 entrou para a recém fundada Universidade de Estrasburgo, onde cursou medicina. Ali foi aluno de professores como Bary, Waldeyer, Kundt, Baeyer tendo sido influenciado especialmente por Hoppe-Seyler. Formou-se em 1877 e em 1878 tornou-se doutor, quando já era assistente no Instituto de Hoppe-Seyler de Físico-Química de Estrasburgo. Em 1881, formou-se como professor de química fisiológica e higiene. Em abril de 1895, foi para Marburg em Hessen, como professor ordinário de fisiologia e diretor do Instituto de Fisiologia. Ali permaneceu até 1901, quando foi para Heilderberg. Em 1907 foi nomeado “Geheimer Hofrat” e nesse mesmo ano foi presidente do Sétimo Congresso Internacional de Fisiologia em Heidelberg.
O trabalho de Kossel era Química fisiológica, especialmente a química dos tecidos e células. A sua investigação teve início no final dos anos 1870 com o estudo do núcleo da célula, e nos anos 1890 inclinou cada vez mais pela análise de proteínas. Em 1896 ele descobriu histidina, em seguida, trabalhou o método clássico para a separação das bases quantitativas da hexone. Com auxílio do seu aluno Inglês HD Darkin ele investigou arginase, o fermento que hidrolisa a arginina em uréia e ornitina, e mais tarde ele descobriu agmatina em ovas de arenque e inventou um método para prepará-la. 
Suas descobertas foram apoiadas por Adolf Streker (constatação de xantina na urina), Friedrich Miescher (descobre o nuchein no pus e espermatozóides), Felix Hoppe-Seyler (classificação dos corpos albuminóides), Edmund Drechsel (descobre lisina), Hofmeister (descreve peptonas química e urógenese; estuda cistina e asparagina), Emil Fischer (génese da síntese de ácido úrico de aminoácidos e polipeptídios maiores), e Emil Abderhalden (identidade descrito polipeptídios biológicas entre peptonas artificias e naturais) e química.
Kossel defendeu a separação das cadeiras de fisiologia e química médica nas universidades alemãs. Suas obras foram publicadas principalmente no Zeitschrift fur Chemie physiologische.
Entre suas principais publicações, podemos citar: uber die Untersunchungen Nukleine und ihre Produkte Spaltungs de 1881; Die Gewebe des menschlichen Korpers Untersunchung und ihre mikroskopische, 1889-1891, em dois volumes, com a colaboração de Behrens e Schieerdecker; e manual para os cursos de química medicinal Leitfaden fur Chemische medizinisch-Kurse, 1888, que foi republicado carias vezes. Também escreveu Die Probleme der Biochemie de 1908; e um texto sobre as relações entre a química e a fisiologia, Die Beziehungen zur Fisiologia der Chemie de 1913.
Em 1910 foi premiado com o Nobel de Fisiologia ou Medicina pelos seus estudos sobre proteína.

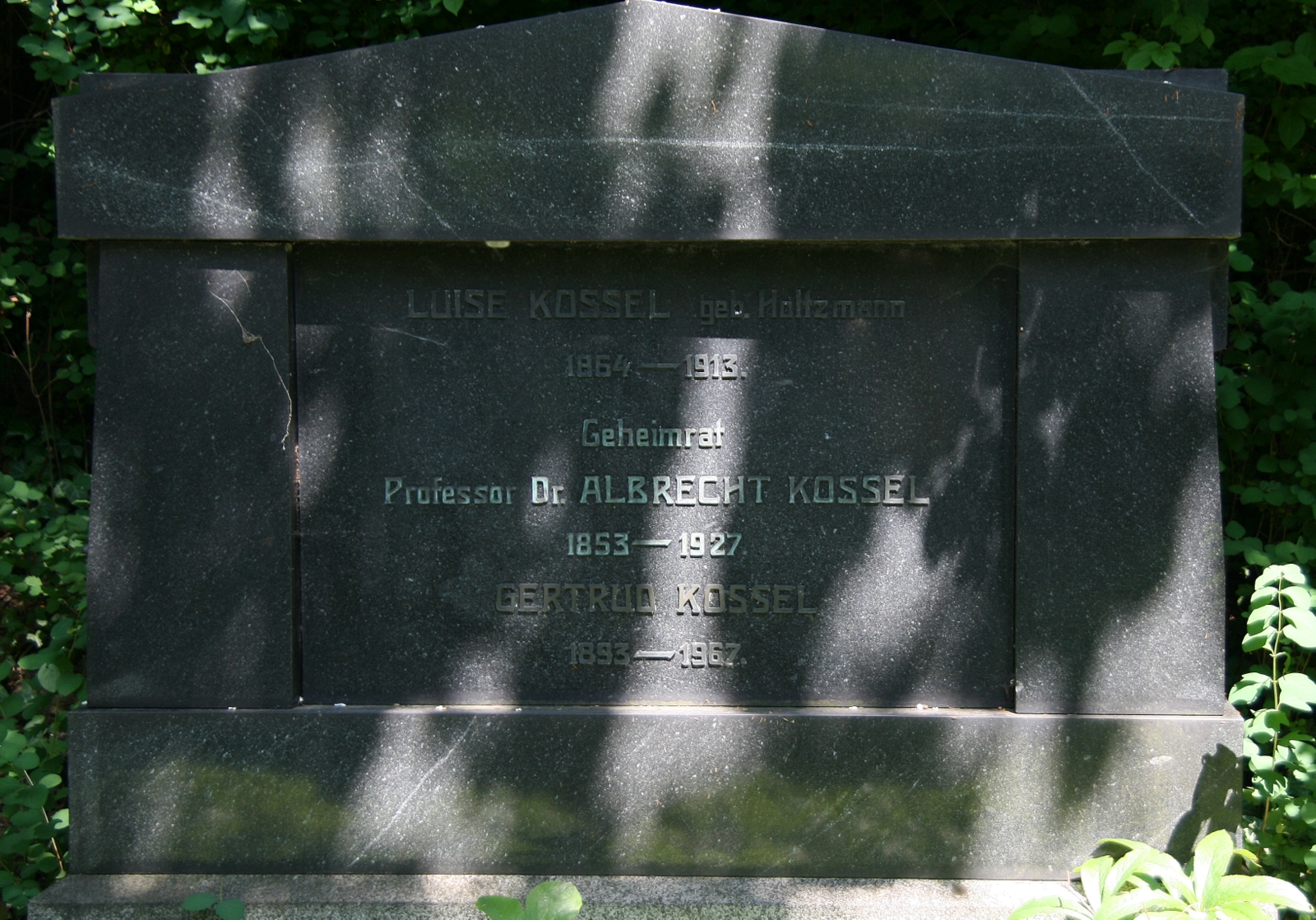
Sepultura da família de Albrecht Kossel no Heidelberger Bergfriedhof na seção X.

Albrecht Kossel morreu no dia 5 de julho de 1927.